# Stanley Glasser
Stanley Glasser (Johannesburg, 28 februari 1926 – 5 augustus 2018) was een Zuid-Afrikaanse componist en muzieketnoloog.

## Biografie
Glasser studeerde eerst economie in Zuid-Afrika, voordat hij in 1950 muziek studeerde in Cambridge en bij Mátyás Seiber. Van 1953 tot 1955 werkte hij als docent in Cambridge en keerde daarna terug naar Zuid-Afrika, waar hij veldonderzoek deed met de Xhosa en Pedi. Na drie jaar als docent aan de Universiteit van Kaapstad, keerde hij in 1963 terug naar het Verenigd Koninkrijk om les te geven aan Goldsmiths College, University of London, waar hij sinds 1969 hoofd van de muziekafdeling was en in 1989 werd benoemd tot hoogleraar. Hij is met pensioen sinds 1991. Sommige van zijn composities worden sterk beïnvloed door zijn wetenschappelijke betrokkenheid bij traditionele Afrikaanse muziek. Hij was ook de muzikaal leider en arrangeur van Todd Matshikiza's musical King Kong. In 1962 schreef hij zelf een musical met Mr. Paljas. Met The Square (1961, voor orkest en jazzensemble) schreef hij de eerste balletmuziek in Zuid-Afrika. Een van zijn belangrijkste werken is de cantate Zonkizizwe.
Glasser was geïnteresseerd in alle facetten van hedendaagse muziek en schreef in 1959 zelfs toneelmuziek voor The Emperor Jones, waarbij gebruik werd gemaakt van de verworvenheden van elektronische muziek. Hij opende dergelijke kansen ook in onderzoek bij Goldsmiths. Zo kocht zijn muziekstudio een van de eerste sample-ready Fairlight CMI-synthesizers. De studio daar is vandaag naar hem vernoemd. Hij schreef ook The A - Z of Classical Music (Londen 1994). De mondharmonicavirtuoos Adam Glasser is zijn zoon.

## Onderscheidingen
In 1952 ontving hij de compositieprijs van de Royal Philharmonic Society.

## Overlijden
Stanley Glasser overleed in augustus 2018 op 92-jarige leeftijd.

## Werken (selectie)
- 1961: The Square
- 1970: The Chameleon and the Lizard
- 1977: Lalela zulu, voor zangensemble (tekst van Lewis Nkosi).
- 1991: Zonkizizwe
- 1999: A Greenwich Symphony

## Discografie
- 1962: Mr. Paljas (Gallotone, met Chris McGregor, Hugh Masekela, Dudu Pukwana, Dennis Mpali, Danny Josephs, Maud Damons e.a.)
- 1998: Lalela Zulu – King's Singers Street Songs (RCA Victor Red Seal)

- Biblioteca Nacional de España: XX1752039
- Gemeinsame Normdatei: 135431581
- International Standard Name Identifier: 0000 0000 6638 567X
- Library of Congress Control Number: n84238427
- MusicBrainz: 59390986-de24-4dd6-bee2-8411c86cfa76
- Nationale Bibliotheek van Israël: 987007401149805171
- Nederlandse Thesaurus van Auteursnamen: 087696746
- SNAC: w6vj06rf
- Virtual International Authority File: 8802710
- WorldCat: E39PBJvRYy97XrbmxbrjbBDTHC